# Třída Minerva
Třída Minerva je třída korvet Italského námořnictva. Jejich hlavním úkolem je ochrana italských výlučných ekonomických zón a rybolovu, hlídkování a výcvik. Postaveno bylo osm jednotek této třídy. V letech 2012 a 2016 byly vyřazeny čtyři korvety, které Bangladéš zakoupila pro svou pobřežní stráž.

## Stavba
Italská loděnice Fincantieri postavila celkem osm jednotek této třídy. Plavidla pojmenovaná Minerva, Danaide, Urania, Sfinge, Driade, Chimera, Fenice a Sibilla byla do služby přijata v letech 1987–1991.
Korvety třídy Minerva:
| Jméno           | Zahájení stavby   | Spuštěna na vodu | Uvedena do služby | Poznámka |
| --------------- | ----------------- | ---------------- | ----------------- | --- |
| Minerva (F 551) | 11. března 1985   | 3. dubna 1986    | 10. června 1987   | Itálií vyřazena 30. září 2012, prodána Bangladéši jako Syed Nazrul (PL71), předána 4. srpna 2016, aktivní.    |
| Urania (F 552)  | 4. dubna 1985     | 21. června 1986  | 10. června 1987   | Itálií vyřazena 10. března 2016, prodána Bangladéši jako Mansoor Ali (PL73), předána 12. října 2017, aktivní. |
| Danaide (F 553) | 26. června 1985   | 18. října 1986   | 13. února 1988    | Itálií vyřazena 10. března 2016, prodána Bangladéši jako Kamruzzaman (PL74), předána 12. října 2017, aktivní. |
| Sfinge (F 554)  | 2. září 1986      | 16. května 1987  | 13. února 1988    | Vyřazena 29. května 2017, bude sešrotována.                                                                   |
| Driade (F 555)  | 18. března 1988   | 11. března 1989  | 7. září 1991      | Vyřazena 25. září 2019, bude sešrotována.                                                                     |
| Chimera (F 556) | 21. prosince 1988 | 7. dubna 1990    | 15. ledna 1991    | Vyřazena 25. září 2019, bude sešrotována.                                                                     |
| Fenice (F 557)  | 6. září 1988      | 9. září 1989     | 11. září 1991     | Vyřazena 29. května 2017, bude sešrotována.                                                                   |
| Sibilla (F 558) | 16. října 1989    | 15. září 1990    | 16. května 1991   | Itálií vyřazena 30. září 2012, prodána Bangladéši jako Tajuddin (PL72), předána 4. srpna 2016, aktivní.       |

## Konstrukce

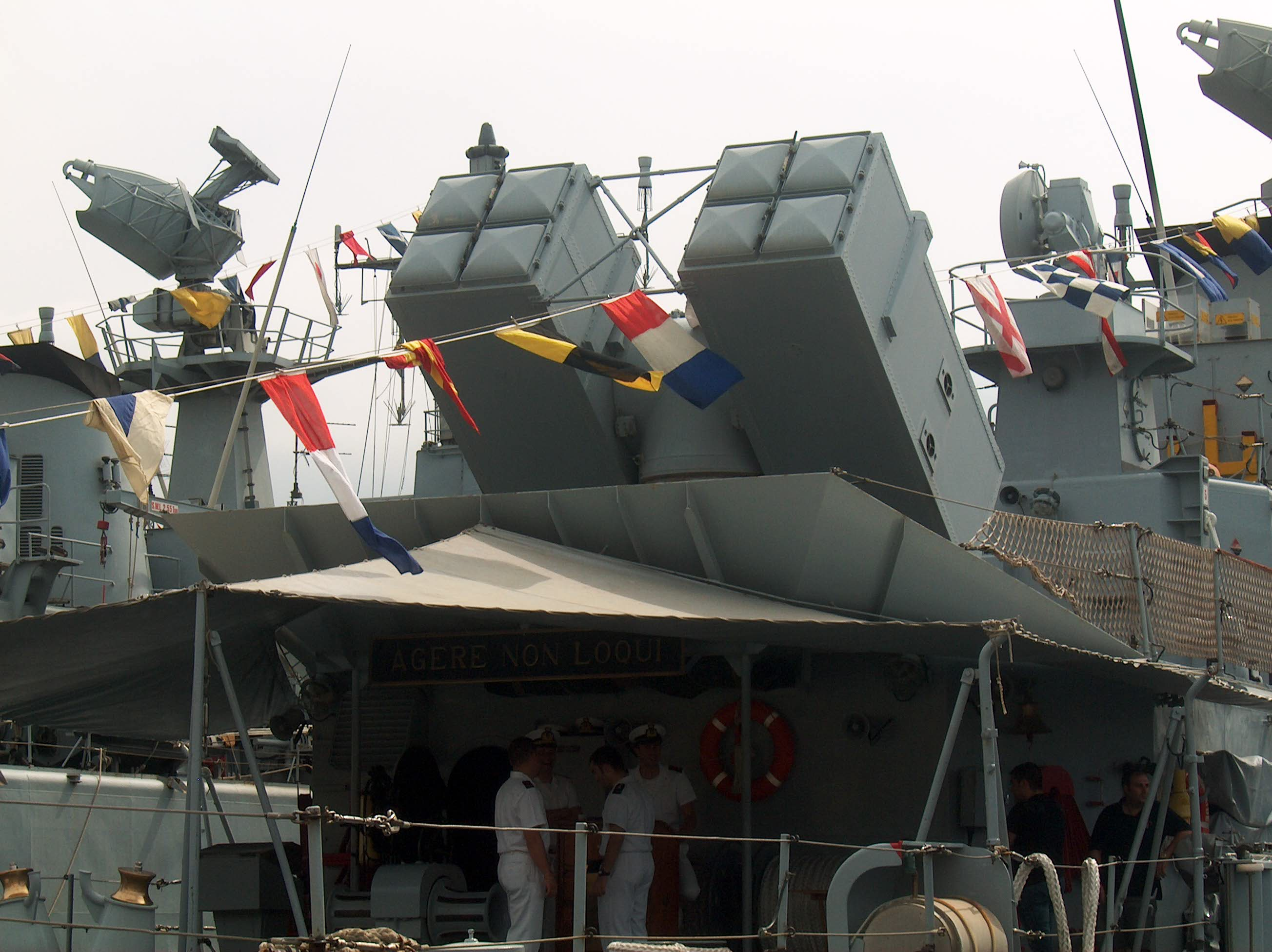
Osmihlavňové odpalovací zařízení Albatros na korvetě Danaide (F 553)

Na přídi stojí dělová věž s jedním 76mm lodním kanónem OTO Melara Super Rapid. Blízkou obranu zajišťuje osminásobné vypouštěcí zařízení Albatros protiletadlových řízených střel Selenia Aspide, umístěné na zádi. Střely mají dosah 15 km. Protiponorkovou výzbroj představují dva trojhlavňové 324mm protiponorkové torpédomety. V případě potřeby mohou být instalovány též čtyři protilodní střely Otomat Mk 2. Trupový sonar je typu typu Raytheon DE 1167.
Pohonný systém tvoří dva diesely GMT BM 230.20 DVM. Nejvyšší rychlost je 24 uzlů. Dosah je 3 500 námořních mil při ekonomické rychlosti 18 uzlů.

## Zahraniční uživatelé
- Bangladéš – V červenci 2015 byla Bangladéšem u loděnice Fincantieri objednána dodávka čtyř oceánských hlídkových lodí pro její pobřežní stráž. Plavidla vzniknou přestavbou a modernizací vyřazených korvet Minerva, Urania, Danaide a Sibilla.[5] Nejprve proběhly práce na dvojici Syed Nazrul (ex Minerva) a Tajuddin (ex Sibilla), které byly loděnicí Fincantieri v Janově a La Spezii modernizovány a následně 4. srpna 2016 předány novému uživateli. Předání druhé dvojice proběhlo v roce 2017.[6]